# Вайсберг, Марюс Эрикович
Марюс Эрикович (Эрнстович) Вайсберг (настоящая фамилия — Бальчюнас; род. 1 апреля 1971 года, Москва, СССР) — российский кинорежиссёр, сценарист и продюсер.

## Биография
В 1989 году поступил во ВГИК на курс В. Наумова. Затем учился в Школе кинематографии и телевидения в Университете Южной Калифорнии (USC School of Cinema-Television), получил диплом в 1996 году. Его первая работа в качестве кинорежиссёра — фильм «Мест нет» («No Vacancy») (1999 год).
Начиная с фильма «Гитлер капут!», работает под фамилией Вайсберг.

### Семья
Мать — Дангуоле Бальчюнене (лит. Danguolė Balčiūnienė) — долгое время работала в торговом представительстве Литовской ССР в Москве.
Отец — Эрик (Эрнст) Маркович Вайсберг (20.07.1934 — 09.03.2007) — директор картин в СССР, в России — продюсер, директор киностудии «Мосфильм-сервис» киноконцерна «Мосфильм». В постсоветское время был занят производством телесериалов.
Брат — Юргис Эрнстович Вайсберг (род. 1962), кинопродюсер и редактор.

## Фильмография
| Год  | Фильм                                             | Режиссёр | Сценарист | Продюсер | Актёр |
| ---- | ------------------------------------------------- | -------- | --------- | -------- | ----- |
| 2005 | Изгнанник                                         |          |           | Да       |       |
| 2006 | Старший сын                                       | Да       | Да        |          |       |
| 2008 | Гитлер капут!                                     | Да       | Да        |          |       |
| 2009 | Любовь в большом городе                           | Да       | Да        |          |       |
| 2010 | Любовь в большом городе 2                         | Да       | Да        | Да       |       |
| 2012 | Ржевский против Наполеона                         | Да       | Да        |          |       |
| 2013 | Любовь в большом городе 3                         | Да       | Да        |          |       |
| 2014 | Любовь в большом городе 3                         | Да       | Да        | Да       | Да    |
| 2015 | 8 новых свиданий                                  | Да       | Да        | Да       |       |
| 2015 | 11 детей Ушина                                    | Да       |           |          |       |
| 2015 | Укрощение строптивого                             | Да       |           |          |       |
| 2016 | 8 лучших свиданий                                 | Да       | Да        | Да       |       |
| 2017 | Бабушка лёгкого поведения                         | Да       | Да        | Да       |       |
| 2017 | Улётный экипаж (телесериал)                       | Да       |           | Да       |       |
| 2018 | Ночная смена                                      | Да       | Да        | Да       |       |
| 2019 | Бабушка лёгкого поведения 2. Престарелые мстители | Да       | Да        | Да       |       |
| 2020 | (Не)идеальный мужчина                             | Да       |           | Да       |       |
| 2021 | Прабабушка лёгкого поведения. Начало              | Да       | Да        | Да       |       |
| 2022 | Ирония судьбы в Голливуде                         | Да       |           |          |       |
| 2023 | Конец славы                                       | Да       |           | Да       |       |

## Критика
В своих интервью режиссёр признаёт, что его работы тяжело воспринимаются в интеллектуальных кругах. При этом он оставляет за собой право самостоятельно устанавливать рамки вкуса и вульгарности и утверждает, что пресса направленно навязывает мнение о низком творческом уровне его лент.
Отзывы в прессе носят большей частью негативный характер. Журнал «Коммерсантъ» считает, что создатели лент подобного рода «не в состоянии контролировать физиологический процесс изрыгания цитат и шуток, которые выходят из них спонтанно, как рвотные массы».
«Чем скабрёзнее шутки, тем выше кассовые сборы, <…> этим принципом руководствуются авторы комедии „Ржевский против Наполеона“» — утверждает обозреватель РИА Новости Сергей Варшавчик и приводит мнение главного редактора журнала «Искусство кино» Даниила Дондурея: «Это бизнес, ничего личного. Последнее время абсолютные чемпионы проката — кинокомиксы. А здесь комиксы вышли замуж за пошлятину».